# Fort-Lamy (Cameroun)
Ne doit pas être confondu avec Fort-Lamy.
Fort-Lamy est une localité du Cameroun située dans l'arrondissement de Dargala, le département du Diamaré et la région de l’Extrême-Nord. Elle fait partie du lamidat de Yoldéo.
Elle ne doit pas être confondue avec Fort-Lamy, maintenant N'Djamena, au Tchad, pays frontalier.

## Localisation
Le réseau routier est très peu développé ce qui peut poser un problème, surtout en saison des pluies. Les déplacements sont surtout l'occasion de s'échanger des denrées agricoles.

## Climat
Le climat de la région est désertique, selon la classification de Koppen. Il se caractérise par une extrême sécheresse qui contraint le développement de la vie animale et végétale et représente un réel obstacle à la sécurité alimentaire de la population locale, dont les ressources sont limitées.

## Population
En 1975, la localité comptait 116 habitants, des 260 Peuls.
Selon le recensement de 2005, le village de Fort-Lamy comptait 327 habitants dont 167 hommes et 160 femmes.

## Histoire

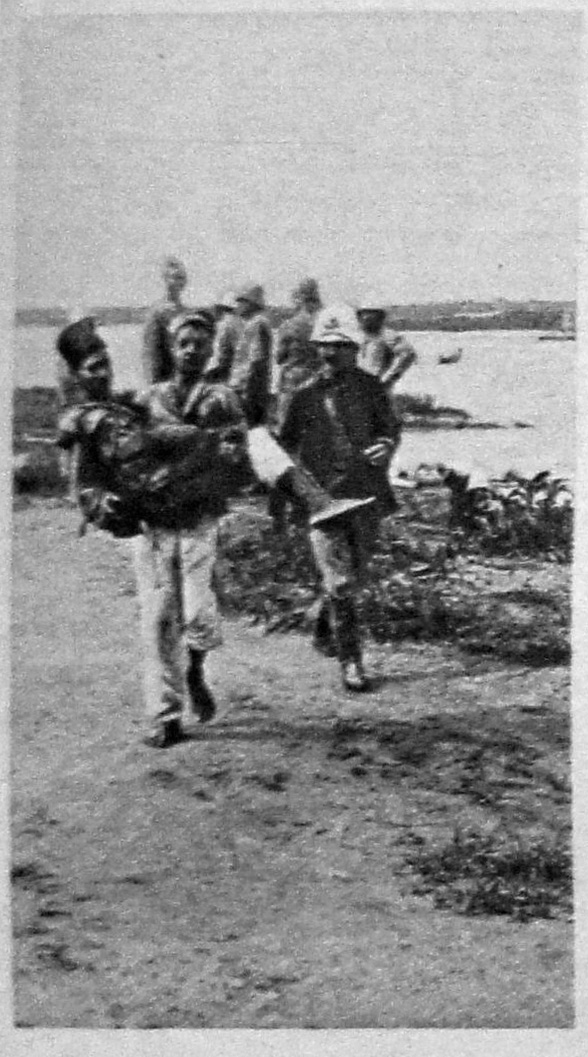
Armée française à Fort-Lamy en 1915.

## Religion
Au sein de l'arrondissement de Darlaga, le village est dominé par l'islam. Une partie de la population est chrétienne (catholique ou protestante). Le culte de l'animisme est très faiblement représenté dans cette région.

## Économie
La principale activité économique de la région de Dargala est l'agriculture : elle mobilise près des trois quarts de la population active de la région.